# Halbwinkelsatz
Die Halbwinkelsätze sind Formeln der Trigonometrie, die für spezielle, logarithmisch brauchbare Anwendungsfälle zur Ermittlung der Bestimmungsgrößen (Seiten a, b, c; Winkel {\displaystyle \alpha },  {\displaystyle \beta },  {\displaystyle \gamma }) von allgemeinen Dreiecken entwickelt wurden. Entsprechende Sätze gelten für allgemeine Dreiecke auf einer Kugeloberfläche (sphärische Geometrie).

## Halbwinkelsätze in der Ebene
- {\displaystyle \sin {\frac {\alpha }{2}}={\sqrt {\frac {(s-b)(s-c)}{bc}}}}
- {\displaystyle \cos {\frac {\alpha }{2}}={\sqrt {\frac {s(s-a)}{bc}}}}
- {\displaystyle \tan {\frac {\alpha }{2}}={\sqrt {\frac {(s-b)(s-c)}{s(s-a)}}}}

wobei {\displaystyle s={\frac {a+b+c}{2}}}
Die zur dritten Formel äquivalente Aussage
- {\displaystyle \cot {\frac {\alpha }{2}}={\frac {s-a}{\rho }}={\sqrt {\frac {s(s-a)}{(s-b)(s-c)}}}}

ist auch als Kotangenssatz bekannt. {\displaystyle \rho } bezeichnet hier den 
Inkreisradius.
Entsprechende Formeln gelten für die anderen Winkel.

## Halbwinkelsätze auf der Kugeloberfläche
- {\displaystyle \sin {\frac {\alpha }{2}}={\sqrt {\frac {\sin(s-b)\,\sin(s-c)}{\sin b\,\sin c}}}}
- {\displaystyle \cos {\frac {\alpha }{2}}={\sqrt {\frac {\sin s\,\sin(s-a)}{\sin b\,\sin c}}}}
- {\displaystyle \tan {\frac {\alpha }{2}}={\sqrt {\frac {\sin(s-b)\,\sin(s-c)}{\sin s\,\sin(s-a)}}}}

wobei {\displaystyle s={\frac {a+b+c}{2}}}